# 赤羽目匡由
赤羽目 匡由（あかばめ まさよし、1974年 - ）は、日本の歴史学者、東京都立大学人文社会学部准教授。博士（史学）。専門は朝鮮古代史。

## 経歴
千葉県出身。1997年東京都立大学 (1949-2011)人文学部卒業。2008年東京都立大学大学院人文科学研究科博士課程単位取得退学。

## 著書

### 単著
- 『渤海王国の政治と社会』（吉川弘文館、2011年）オンデマンド版　2023年　ISBN　9784642781503

### 編著
- 『石井正敏著作集1 古代の日本列島と東アジア』鈴木靖民、赤羽目匡由、浜田久美子（勉誠出版、2017年）

### 翻訳
- 『渤海の歴史と文化』東北アジア歴史財団編、濱田耕策、井上直樹、一宮啓祥、赤羽目匡由、金出地崇、川西裕也共訳（明石書店、2009年）

## 関連リンク
- CiNii赤羽目 匡由